# Jemez
Jemez (wym. Hémisz) – hiszpańska nazwa plemienia Indian Ameryki Północnej przyjęta od nazwy rzeki, nad którą położone jest pueblo przez to plemię zamieszkiwane. W języku własnym pueblo nosi nazwę Walatowa, co oznacza to jest miejsce, albo po prostu miejsce. Generalnie Indianie Pueblo dzielą się na zachodnich – Zuni, Hopi, Acoma i Laguna oraz wschodnich, zamieszkujących dolinę rzeki Rio Grande.
Pueblo Jemez znajduje się na wschodnim brzegu rzeki Jemez około 40 km na północ od Bernalillo w stanie Nowy Meksyk. Zamieszkuje je 1750 osób (1990); około roku 1530 liczba mieszkańców sięgała 30 tysięcy, a w roku 1744 nie przekraczała 100. Językiem Jemezów jest towa z kiowa-tanoańskiej rodziny językowej.